# Steven Hallard
Steven Leslie Hallard (Rugby, 27 de março de 1974) é um arqueiro britânico, medalhista olímpico.

## Carreira
Steven Hallard representou seu país nos Jogos Olímpicos em 1984 a 1996, ganhando a medalha de bronze em 1988 e 1992 por equipes.